# آرمسترانگ سیدلی لئوپارد
آرمسترانگ سیدلی لئوپارد (به انگلیسی: Armstrong Siddeley Leopard) یک موتور هواگرد ساختِ کارخانهٔ آرمسترانگ سیدلی در کشور بریتانیا است.